# سایارو
سایارو شهری در شهرستان باگاسی در استان باله در بورکینافاسوی جنوبی است و جمعیت آن ۱۱۰۸ نفر است.